# Rubin Museum of Art
Le Rubin Museum of Art est un musée américain situé à New York qui présente une collection d'art de l'Himalaya et régions environnantes, et en particulier d'art tibétain.

## Histoire
L'ensemble des œuvres du musée provient de la collection privée d'art himalayen que Donald Rubin, aujourd'hui fondateur de MultiPlan Inc., ainsi que son épouse Shelley, assemblent depuis 1974. En 1998, la famille Rubin achète pour 22 millions de dollars le bâtiment, autrefois occupé par la grande enseigne de couture Barneys New York, après sa faillite. Ce bâtiment est ensuite transformé en musée par le cabinet d'architecte Beyer Blinder Belle. L'escalier en spirale originel de six paliers a été préservé pour devenir le centre des 2 300 m d'espace d'exposition.
Ouvert depuis le 2 octobre 2004, le musée expose plus de 1 000 œuvres aujourd'hui, dont des peintures, des sculptures, des textiles ainsi que des objets de culte datés du IIe siècle av. J.-C. à nos jours. La façade rénovée sur la 17e rue et les cinq étages de galeries sont influencés par l'art tibétain. Ils ont été conçus par les architectes new-yorkaises spécialisées dans les musées, Celia Imrey et Tim Culbert. L'identité graphique a été conçue par le graphiste Milton Glaser.
Outre les expositions à partir des objets de collection permanente du musée, le musée accueille aussi des expositions itinérantes nationales et internationales. Il est affilié à deux organismes : le « Tibetan Bouddhist Resource Center » et l'Himalayan Art Ressources, site sur l'art de l'Himalaya pour la progression de l'étude des arts et de la culture de cette région.

## Financement
Les expositions du musée et ses programmes sont pris en charge par le « National Endowment for the Humanities », le « National Endowment for the Arts », le « New York State Music Fund », le « New York State Council on the Arts », le « New York City Department of Cultural Affairs », ainsi que d'autres fondations, entreprises, membres sociétaires et individuels.
En 2011, le musée a annoncé que ses fondateurs, Donald et Shelley Rubin, donneraient, sur cinq ans, 25 millions de dollars pour financer son fonctionnement, ses expositions et ses programmes. Donald Rubin a également prévu de quitter son poste de chef de la direction, même si le couple entend rester à la tête du conseil d'administration du musée.

## Bâtiment
Le musée de 70 000 m2 occupe ce qui était autrefois une partie du magasin Barneys New York dans le quartier Chelsea de Manhattan. Il a été acquis en 1998 et rénové de façon importante entre 2000 et 2004. La rénovation et les nouveaux éléments de design sont les résultats d'une collaboration dirigée par le cabinet d'architecture Beyer Blinder Belle — dont l'atelier Imrey-Culbert (spécialisé dans la conception de musées) — et Milton Glaser Incorporated. Un grand nombre d'éléments significatifs de l'intérieur du bâtiment ont été conservés tels qu'ils existaient antérieurement, notamment la cage d'escalier d'acier et de marbre d'Andrée Putman qui spirale de manière théâtrale tout le long des sept étages de l'immeuble.
En plus des galeries, spacieuses quoiqu'intimes, dévolues aux expositions à l'affiche, le musée comprend un espace pour la photographie historique et contemporaine, un studio de création artistique, un théâtre pour des évènements et des spectacles multimédia, une cafétéria et une boutique de cadeaux. En septembre 2011, le musée ouvre un centre d'éducation de 465 m2 adjacent au bâtiment principal du musée, conçu par l'architecte Lee H. Skolnick et Design Partnership. Le musée rénové offre ces espaces très étendus afin de faciliter l'apprentissage de tous ses publics, et de servir ainsi le plus possible les visiteurs en consacrant des moyens plus importants.

## Expositions

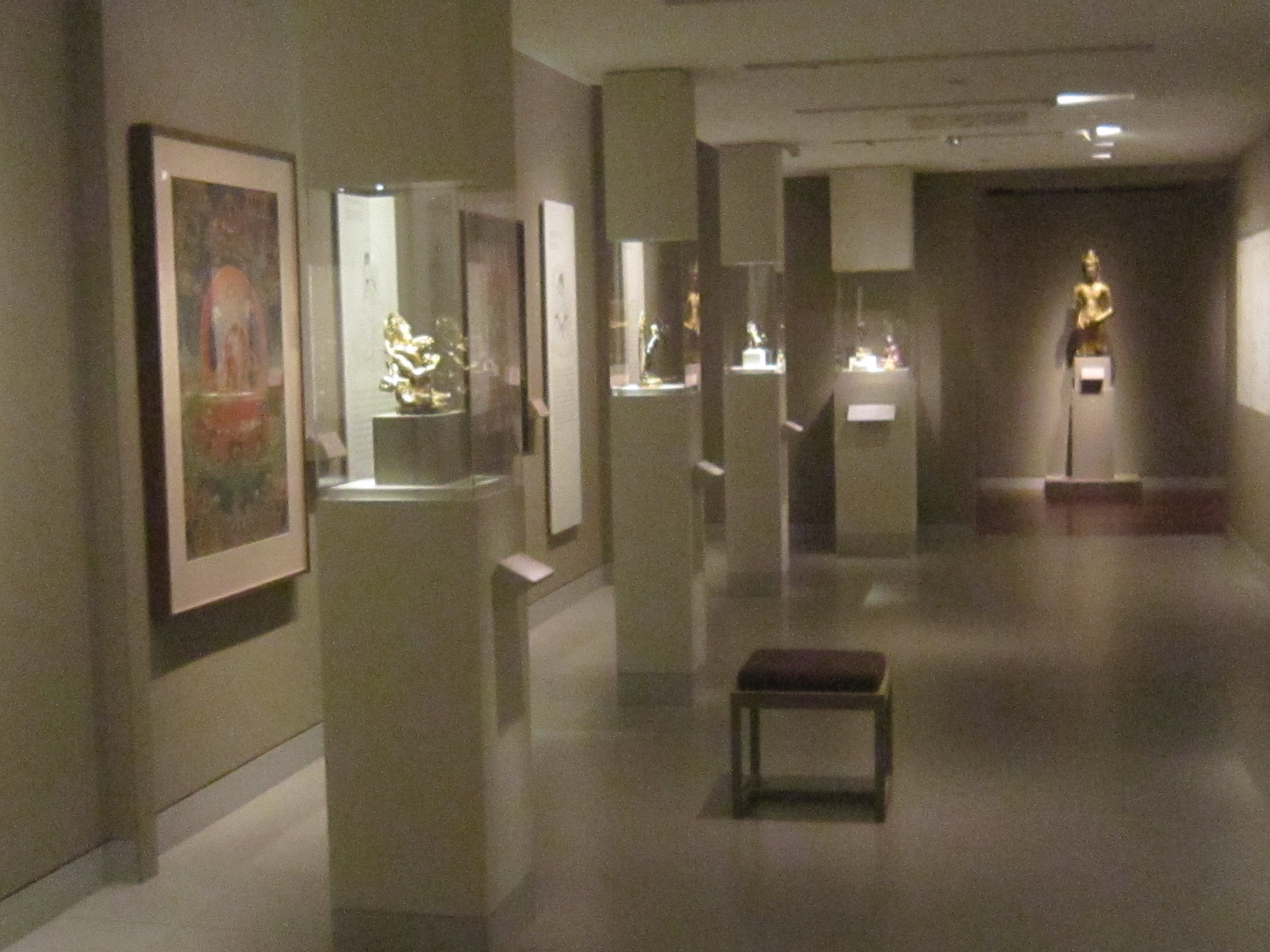
La galerie du 2e étage avec des objets de la collection permanente.

Parmi les expositions inaugurales du musée, « Methods of Transcendance » (en français : « Méthodes de Transcendance »), « Portraits of Transmission » (« Portraits de Transmission ») ont eu lieu en octobre 2004 et en janvier 2005. « The Demonic Divine in Himalayan Art » (« La Divine Démoniaque dans l'Art de l'Himalaya ») entre octobre 2004 et mars 2006,. En 2006, une exposition en trois volets intitulée « Holy Madness » (« Folie Sainte ») met en lumière le Siddha avec « Portraits of Tantric Siddhas » (« Portraits de Siddha tantriques»), « Mahasiddhas at Gyantse » (« Mahasiddhas à Gyantse ») et « Mahasiddhas at Alchi » (« Mahasiddhas à Alchi »). Ne se limitant pas à l'exposition d'œuvres bouddhistes et hindous, le musée met également en valeur des objets de chacune d'autres religions : « I See No Stranger: Early Sikh Art and Devotion » (traduit littéralement « Je Ne Vois Aucun Étranger : Le Début de l'Art Sikh et de la Dévotion ») a eu lieu entre septembre 2006 et janvier 2007, « Bon: The Magic Word » (« Bon : Le Mot Magique ») s'est déroulée de novembre 2007 à février 2008, et « Victorious Ones: Jain Images of Perfection » (« Ses Victoires : Images de la Perfection de Jain ») a eu lieu entre septembre 2009 et février 2010.
En 2010, l'exposition « Gateway to Himalayan Art » (retranscrit « la Porte de l'Art Himalayen ») prend place au 2e étage du musée. Présentant les fondements de l'art himalayen, elle explique le symbolisme, l'iconographie, les implications cultuelles des œuvres d'art ainsi que des matériaux dont ils sont constitués. L'exposition devait rester à l'affiche jusqu'en 2014, avec des rotations annuelles des objets spécifiques. Une exposition de deux ans au 3e étage, de mars 2011 à janvier 2013, nommée « Masterworks: Jewels of the Collection » (« Chefs-d'œuvre : Bijoux de la Collection ») met en relief la diversité stylistique des fonds du musée et les liens entre l'Himalaya et les traditions artistiques des régions voisines.

## Activités
Le Rubin Museum of Art offre, dans le musée ou en dehors, une gamme de programmes d'enseignement, ainsi que des programmes publics tels que des débats, des conférences, des projections de films, de musique en direct, de danse, de poésie, et autres spectacles et manifestations artistiques. Le musée continue de travailler à la pleine accessibilité de ses locaux afin de répondre aux besoins des personnes handicapées, aux défis linguistiques, et aux besoins des populations spécifiques. La visite au Rubin Museum peut être menée par des guides dans les galeries, effectuée à l'occasion d'un parcours en langue des signes américaine ou d'un parcours tactile, et facilitée par la mise en place d'installation destinées aux fauteuils roulants. Sont également fournis des dispositifs techniques pour malentendants ainsi que des fauteuils roulants.

### Programmation cinématographique
| Film                    | Date de la Première | Réalisateur   |
| ----------------------- | ------------------- | ------------- |
| The Yatra Trilogy       | 28/10/2004          | John Bush     |
| The Reindeer People     | 28/04/2005          | Hamid Sardar  |
| Taiji : Chaotic Harmony | 14/06/2006          | Sat Chuen Hon |
| The Gold Bracelet       | 22/09/2006          | Kavi Raz      |
| Gobi Women's Song       | 04/11/2006          | Sas Carey     |
| Kiran over Mongolia     | 11/04/2007          | Joseph Spaid  |
| Samsara                 | 19/12/2007          | Pan Nalin     |
| Yangsi                  | 12/08/2012          | Mark Elliott  |

| Film                    | Date de la Première | Réalisateur                  |
| ----------------------- | ------------------- | ---------------------------- |
| The Sound of Insects    | 22/12/2009          | Peter Liechti                |
| Four Rivers             | 10/10/2010          | Chu-Bzhi                     |
| Crazy Wisdom            | ??/11/2011          | Johanna Demetrakas           |
| Prince of the Himalayas | ??/12/2011          | Sherwood Hu                  |
| Caris' Peace            | 07/03/2012          | Gaylen Ross & Rebecca Nelson |
| Alive Inside            | 18/04/2012          | Michel Rossato-Bennett       |

## Pour approfondir